# 崔任貞
崔任貞（韓語：최임정，1981年2月14日—），韓國女子手球運動員，亦是韓國國家女子手球隊隊員。
2008年，崔任貞代表韩国參加中國北京舉行的奥林匹克运动会女子手球比賽，最終贏得一面銅牌。